# Церковь Николая Чудотворца (Оболдино)
Церковь Николая Чудотворца — недействующий православный храм в деревне Оболдино городского округа Щёлково Московской области. Относится к Щелковскому благочинию Балашихинской епархии Русской православной церкви. Здание храма является объектом культурного наследия и находится под охраной государства.
В настоящее время храм не действует, богослужения проводят в построенном поблизости в 2009—2010 годах деревянном храме в честь Святого Духа.

## История строительства храма
В 1705 году по указанию владельца сельца Оболдино Михаила Ильича Чирикова была начато строительство новой деревянной церкви во имя Святого Николая с обустройством придела в честь Архистратига Михаила. В 1728 году церковь была освящена.
В 1763 году по велению нового владельца Оболдино Фёдора Ивановича Вадковского началось строительство нового деревянного храма взамен обветшавшего.
В 1839 году гвардии полковник Иван Петрович Мусин-Пушкин продал Оболдино подпоручице Александровой Марии Дмитриевне. В купчей было прописано обязательство о строительстве нового каменного храм. Новая владелица выделила средства и материалы.
В 1847 году строительство каменной Никольской церкви с приделами Иоанна Богослова, Захарии и Елисаветы было завершено. Церковь стала принимать прихожан, велись богослужения.

## Храм в Советское время
В 1939 году здание церкви было переоборудовано под школу и избу-читальню. Жилые помещения священника и псаломщика были отданы под нужды артели «Клейпласт», которая чуть позже стала использовать и сам храм для своих производственных нужд. До настоящего времени строение, которое является памятником архитектуры регионального значения, приходу не передан и находится на территории ОАО «Лакокраска». Здание обветшало, обезображено и требует реставрационных работ. Охранный договор с нынешними владельцами не заключен.

## Храм сегодня
В 1999 году по благословению митрополита Крутицкого и Коломенского Ювеналия был организован приход Никольской церкви в деревне Оболдино.
В 2000 году определён и преступил к работе настоятель священник Алексий Мареев, была возобновлена богослужебная жизнь прихода.
На Пасху 2002 году в молельном доме, размещённом недалеко от Никольского храма, была совершена первая литургия.
18 августа 2009 году по благословению митрополита Крутицкого и Коломенского Ювеналия был совершен чин основания церкви во имя Святого Духа. Деревянное строение Святодуховской церкви площадью 135 квадратных метров возвели на месте молельного дома и приписали к Никольскому храму.
На Пасху 2010 года была совершена первая литургия в новом деревянном храме.
В 2010 году разрешился земельный вопрос и приходу был выделен и оформлен участок. В настоящее время продолжаются работы по внешнему и внутреннему благоустройству Духосвятского храма. Ведутся работы по газификации и водоснабжению.
Никольский храм является памятником архитектуры регионального значения на основании постановления Правительства Московской области «Об утверждении списка памятников истории и культуры» № 84/9 от 15.03.2002 г.